# Tai Long Wan
Tai Long Wan (kinesiska: 太浪灣, 太浪湾) är en vik i Hongkong (Kina). Den ligger i den nordöstra delen av Hongkong.